# Pandanusessenz
Pandanusessenz (indonesisch pandan, thailändisch เตย toey) ist ein Konzentrat, das aus den Blättern bestimmter Schraubenbaumarten gewonnen wird und als Würzmittel in der malaysischen und indonesischen Küche Verwendung findet.
Die Essenz besitzt ein starkes wie auch herbes Geruchs- und Geschmacksaroma, das in der indonesischen Esskultur sehr geschätzt wird. Sie wird hauptsächlich für auf Reis basierende Süßspeisen benutzt, wird jedoch auch gelegentlich in einfachen Reisgerichten verarbeitet, wobei das Reisaroma angenehm verstärkt wird.
Häufig wird Pandanusessenz mit Lebensmittelfarbe intensiv grün eingefärbt.

## Quelle
1. ↑  Pandanus (Pandanus amaryllifolius Roxb.)